# Wały burzowe
Wały burzowe – powstają na plażach z piasku wyrzuconego na brzeg przez fale sztormowe. Formują się one przy górnym skraju plaż. 